# Sopron-Déli pályaudvar
A soproni Déli pályaudvar Sopron első pályaudvara volt, ami 1847 és 1998 között működött.
A neve által sugalltakkal ellentétben Sopron belvárosától nyugatra fekszik, mintegy másfél kilométerre. Közúti elérését csak önkormányzati utak biztosítják.

## Története
A pályaudvart a Sopron–Németújhelyi Vasút tulajdonában 1847. augusztus 20-án adták át a forgalomnak a Bécsújhely–Sopron-vasútvonallal egyidőben, ami az ország második mozdonyüzemre épített vasútvonala (a Pest–Szolnok a közhiedelemmel ellenétben csak a harmadik). A felvételi épület építése Mathias von Schönerer tervei alapján történt, aki később forgalomirányítóként is tevékenykedett az állomáson. A soproni állomás sajátossága volt, hogy fedett peronnal rendelkezett, vagyis egy falazott pilléreken álló önálló vonatfogadó csarnokot is építettek az utasok kényelme érdekében. Az épületet 1902-ben Posel Gusztáv a Déli Vasút építési igazgatójának tervei alapján jelentősen kibővítették, átépítették. Az épületben királyi váróterem is létesült.[forrás?]
A vasútvonal folytatásának tervét Lewicki Antal mérnök készítette 1847-ben. Eszerint a Sopront Nagykanizsával összekötő vasútvonal Sopron-Kőszeg-Szombathely-Rum-Zalabér-Zalaszentgrót-Zalavár-Nagykanizsa útvonalon épült volna ki, és Komárvárosban (ma Zalakomár része) csatlakozott volna az egyidejűleg kiépítendő Buda-Zágráb-Fiume vasútvonalhoz, mellyel Nagykanizsáig közösen haladt volna. A tervet annak idején elfogadták, mégsem valósult meg.
Az állomáshoz végül 1865-ben csatlakozott az új, a Déli Vasút tulajdonában lévő Sopron–Szombathely–Nagykanizsa vasútvonal, egy az eredetitől teljesen eltérő útvonalon. Ennek átadása 1865. szeptember 20.
1876-ban csatlakozott a városhoz a Győr–Sopron–Ebenfurti Vasút (GYSEV) is, amelynek ekkor épült a saját állomása (ez ma a soproni nagyállomás), az első pályaudvar ekkor került a Déli Vasút kizárólagos tulajdonába, és kapta meg a Déli pályaudvar nevet.
A millennium idején, majd néhány évvel később a 20. század legelején több átfogó korszerűsítés is történt az állomáson. Átadták a régi felvételi épület kibővítésével létrejött neoreneszánsz főépületet is. 1904- ben váltóállító központok épültek, melyeket akkoriban korszerűnek számító vonóvezetékes váltó, és jelzőállító berendezéssel láttak el. Az állomás ebben a korszakban jelentős forgalommal rendelkezett, ennek egyik jele az 1900-ban átadott soproni villamos, amelynek 1923-as megszűnéséig a Déli pályaudvar volt az egyik végállomása.
A II. világháború idején a pályaudvar a bombázások során is jelentős károkat szenvedett, (legsúlyosabban a neoreneszánsz főépület sérült) így korábbi fényében már soha többé sem csilloghatott. Az északi szárnyépülete elpusztult, a 2. - es számú postahivatal és vasúti posta épületével, és a Déli Vasút által épített fa áruforgalmi raktárépülettel együtt. Biztosító berendezése részben elpusztult, részben súlyosan megrongálódott. Helyreállításakor, részben költségmegtakarítási okokból az állomás váltóit helyszíni állításúra építették át. Ez az állapot az állomás 1998-as megszűnéséig fenn állt. 1949-ben építészetileg hevenyészett helyreállítást kapott, a még megmaradt építészeti díszeitől is megfosztották.
1932-ben a DSA államosításakor az állomás a Sopron–Szombathely-vasútvonallal együtt MÁV tulajdonába került, de 1953-ig a Szombathely felé közlekedő vonatok továbbra is a GYSEV pályaudvar érintése nélkül közlekedtek. 1969. január 5-én megszűnt a személyszállítás Sopron és Ágfalva között, a szombathelyi vonatok pedig a későbbiekben már érintették a GYSEV pályaudvart. Mivel a GYSEV pályaudvar a belváros közelében található, éppen ezért a szombathelyi vonatok utasai fokozatosan tértek át az ottani le, -és felszállásra, ezenkívül a pályaudvar utasforgalmára igen súlyosan hatott, amikor a  rendszerváltás környékén az állomás közelében lévő gyárakból többet is bezártak.
Az utolsó személyvonat 1998. május 23-án  indult el a Déli pályaudvarról. 1999. január 14-től a soproni Déli pályaudvar nyílt vonalnak tekintendő. Az egykori állomás manapság mint nyíltvonali vágánykiágazásként működik. Vágányai közül az egykori átmenő fővágány szolgálja a Sopron-Bécsújhely közötti vonatok áthaladását, a többit a GYSEV használja kocsitárolásra. A Sopron–Bécsújhely-vasútvonal (amelyen az egykori állomás is található) magyarországi szakasz jelenleg a GYSEV tulajdonában van, 2001. december 1-jén a Sopron–Szombathely-vasútvonal is a GYSEV-hez került. Az  egykori állomás központi állításba kötött váltói, illetve sorompói visszajelentése, illetve kezelése Sopron állomás irányító tornyában lévő D-55 biztosító berendezés segítségével történik. Az egykori felvételi épületben az állomás megszűnése óta szórakozóhely működik. 2010-ben az épület új festést kapott, ezenkívül 2012-ben felújításra került, a Kossuth Lajos utcánál lévő I. számú váltóőr-torony, a tervek szerint egy új egészségügyi intézmény részét fogja képezni. Az ágfalvi oldalon lévő II. számú tornyot, 2014 novemberében elbontották.
2016. január 18-án hajnalban az egykori felvételi épületben működő raktár kigyulladt, ezért az épület egyik oldalszárnya megrongálódott. A tűzkárok helyreállítása viszonylag hamar, 2016. április és május hóban megtörtént. 2016 nyarán az egykori felvételi épületet sárgáról bordóra festették át.

## Megközelítése városi tömegközlekedéssel
- 4, 16 (A megálló neve: Baross utca, Déli pályaudvar)

## Érdekesség
- 1954-ben az állomás Bécsújhely felőli váltókörzete és bejárati jelzője között, a Terv utcai átjárónál egy megálló létesült Sopron-Gyártelep néven, amely a Sopron és Ágfalva közötti személyszállítás 1969-es megszűnéséig működött.
- Az 1975-ben Jules Verne regényéből készült Sztrogoff Mihály című koprodukciós tévésorozatban ez az állomás volt a moszkvai pályaudvar.